# Денисов, Григорий Фёдорович
Григорий Фёдорович Денисов (1897 — 21 августа 1977) — начальник участка шахты № 3-бис треста «Свердловуголь» комбината «Донбассантрацит», Герой Социалистического Труда.

## Биография
В 1914 году приехал в Донбасс и стал работать на шахтах саночником, катальщиком, а при советской власти — навалоотбойщиком, десятником, начальником участка.
Во время Великой Отечественной войны он два с лишним года проработал на шахте «Октябренок» в городе Губахе.
В 1944 году снова вернулся в Донбасс. Работал начальником участка шахты № 3-бис треста «Свердловуголь» комбината «Донбассантрацит» в тогдашней Ворошиловградской области Украинской ССР, ныне Луганской области Украины.
За выдающиеся успехи в труде Денисову Григорию Фёдоровичу указом Президиума Верховного Совета СССР от 28 августа 1948 года было присвоено звание Героя Социалистического Труда с вручением медали «Серп и Молот» и ордена Ленина.

## Награды
- Медаль «Серп и Молот»
- Орден Ленина